# Imekanu
En aquest nom japonès, el cognom és Kannari.
Imekanu (en ainu: イメカヌ), també coneguda pel seu nom japonès Kannari Matsu (japonès: 金成 マツ) (Horobetsu, Hokkaidō, Japó, 10 de novembre de 1875- 6 d'abril de 1961) era una escriptora i missionera cristiana ainu. Quan es va jubilar, va publicar les tradicions del seu poble en un llibre que més tard va traduir a l'anglès Donald L. Philippi: Songs of Gods, Songs of Humans.